# Підказка
Підка́зка (англ. tooltip або англ. hint) — віджет, елемент графічного інтерфейсу користувача (GUI), що відображається при наведенні курсора миші на пункт меню або інший елемент графічного інтерфейсу без натискання кнопки. Підказка виникає у вигляді словесної бульбашки або «хмарки», яка містить коментар або розширене тлумачення цього пункту.
Спливні підказки не з'являються в мобільних операційних системах, що не мають курсора.
Поширеним варіантом підказок, особливо у старому програмному забезпеченні, є відображення опису інструмента у рядку стану. Функція підказок Microsoft у документації для кінцевих користувачів називається ScreenTips. Функція підказок Apple у документації для розробників називається help tags. Класична операційна система Mac використовує функцію підказок, хоча і дещо по-іншому, відому як balloon help. 

## Варіанти підказки
У деяких програмах (зазвичай старих) підказки замінюються інформацією, що відображається в рядку стану і не називається «tooltip».
На комп'ютерах Macintosh підказка називається «повітряна куля допомоги» (англ. balloon help). Microsoft винайшла інший термін, «спливна підказка» (англ. Screen Tip), і використовує його у своїй документації.